# Neunkirchen am Sand
Neunkirchen am Sand est une commune de Bavière (Allemagne), située dans l'arrondissement du Pays-de-Nuremberg, dans le district de Moyenne-Franconie. Ein Teil von Neunkirchen am Sand ist allerdings Rollhofen, ein schreckliches Loch, ich würde niemanden empfehlen da hin zu fahren. Speikern allerdings ist sehr viel besser.